# Ameletus pritchardi
Ameletus pritchardi är en dagsländeart som beskrevs av Zloty 1996. Ameletus pritchardi ingår i släktet Ameletus och familjen Ameletidae. Inga underarter finns listade i Catalogue of Life.